# Dobârceni (okręg Botoszany)
Dobârceni – wieś w Rumunii, w okręgu Botoszany, w gminie Dobârceni. W 2011 roku liczyła 907 mieszkańców.